# Everton Costa
Everton Santos da Costa, mais conhecido como Everton Costa (São Paulo, 6 de Janeiro de 1986), é um ex-futebolista brasileiro que jogava como atacante.

## Carreira
Éverton começou em uma escolinha de São Paulo, mas teve a primeira chance séria nas categorias de base do antigo Galo Maringá, em 2006, clube que começou a defender ainda como júnior. Ainda em 2006, foi contratado pelo Grêmio, para jogar na equipe júnior do clube. Depois de uma boa temporada, e de ter se destacado na Copa FGF (competição disputada contra equipes profissionais), inclusive marcando três gols na final contra a Ulbra, ele foi promovido ao grupo profissional do clube, no início de 2007.

### Grêmio
Seu auge no time ocorreu em 24 de abril, na partida contra o Cerro Porteño, pela Copa Libertadores da América. Após entrar no segundo tempo de partida, Éverton marcou o gol que deu a classificação à próxima fase ao Grêmio.
Porém, durante todo o ano, o jogador nunca foi titular do time. Éverton ficou quase em todas as partidas no banco de reservas, exceto quando alguns atacantes se lesionavam. No início de 2008, Éverton se transferiu para o Paulista, em uma negociação envolvendo o goleiro Victor.

### Fredrikstad
Em agosto de 2008, Éverton saiu do Paulista e foi jogar no Fredrikstad, da Noruega.

### Caxias
Em dezembro de 2009, o jogador foi contratado pelo Caxias, para a disputa do Campeonato Gaúcho de 2010.

### Internacional
Em 13 de abril de 2010, o atleta foi apresentado oficialmente pelo Internacional. Éverton foi emprestado pelo Caxias até o final do ano. Participou do elenco que foi bicampeão da Copa Libertadores da América de 2010.
Sendo reserva no colorado e não obtendo nenhuma atuação de destaque, Éverton rescindiu seu contrato de empréstimo com o Inter. O Caxias então cedeu o atacante ao Bahia. Após disputar o Brasileiro da Série B pelo Bahia, o atleta voltou ao Caxias.

### Volta ao Caxias e ida para o Coritiba
De volta ao Caxias, foi o grande destaque da equipe gaúcha no campeonato em abril de 2011, após se destacar pelo Caxias. No mesmo ano, Everton se transferiu para o Coritiba e em 2012 fez parte do elenco que foi finalista da Copa do Brasil. Na ocasião o Coritiba havia perdido o título para o Palmeiras.

### Santos
Sem oportunidades no time paranaense, foi emprestado. Em 21 de agosto de 2013, foi confirmado como novo jogador do Santos. Teve uma passagem muito curta, pois não agradou o Santos e a sua torcida, que sempre o vaiava. Everton Costa retornou de empréstimo ao Coritiba no outro ano.

### Vasco da Gama
Em 7 de janeiro de 2014, o empresário de Everton Costa confirmou que o atleta seria emprestado ao Vasco da Gama. Num jogo contra o Resende, válido pela Copa do Brasil, Éverton teve uma arritmia causado pelo miocardite, acontecimento que decretou o fim se sua carreira.
Em 11 de fevereiro de 2015, Jorge Machado, seu empresário, confirmou que o atleta não voltaria mais a jogar em razão do problema cardíaco. Ele estava afastado do futebol desde abril de 2014 em função de uma arritmia cardíaca. Segundo Jorge Machado, ele teve doença de Chagas encoberta quando defendia o Santos.

## Titulos
Grêmio
- Campeonato Gaúcho: 2007

Internacional
- Copa Libertadores da América: 2010

Coritiba
- Campeonato Paranaense: 2012 e 2013